# Lille Vittensø
Lille Vittensø (dansk) eller Klein Wittensee (tysk) er en landsby og kommune i det nordlige Tyskland, beliggende under Rendsborg-Egernførde Kreds i delstaten Slesvig-Holsten. Byen ligger 10 kilometer nordøst for Rendsborg ved Vittensøen i Hyttenbjergerne.
Kommunen samarbejder med andre kommuner på administrativt plan i Amt Hüttener Berge.